# Marianne Schech
Marianne Schech (* 18. Januar 1914 in Geitau; † 22. Juli 1999 in München) war eine deutsche Opernsängerin (Sopran) und Professorin für Gesang.

## Leben

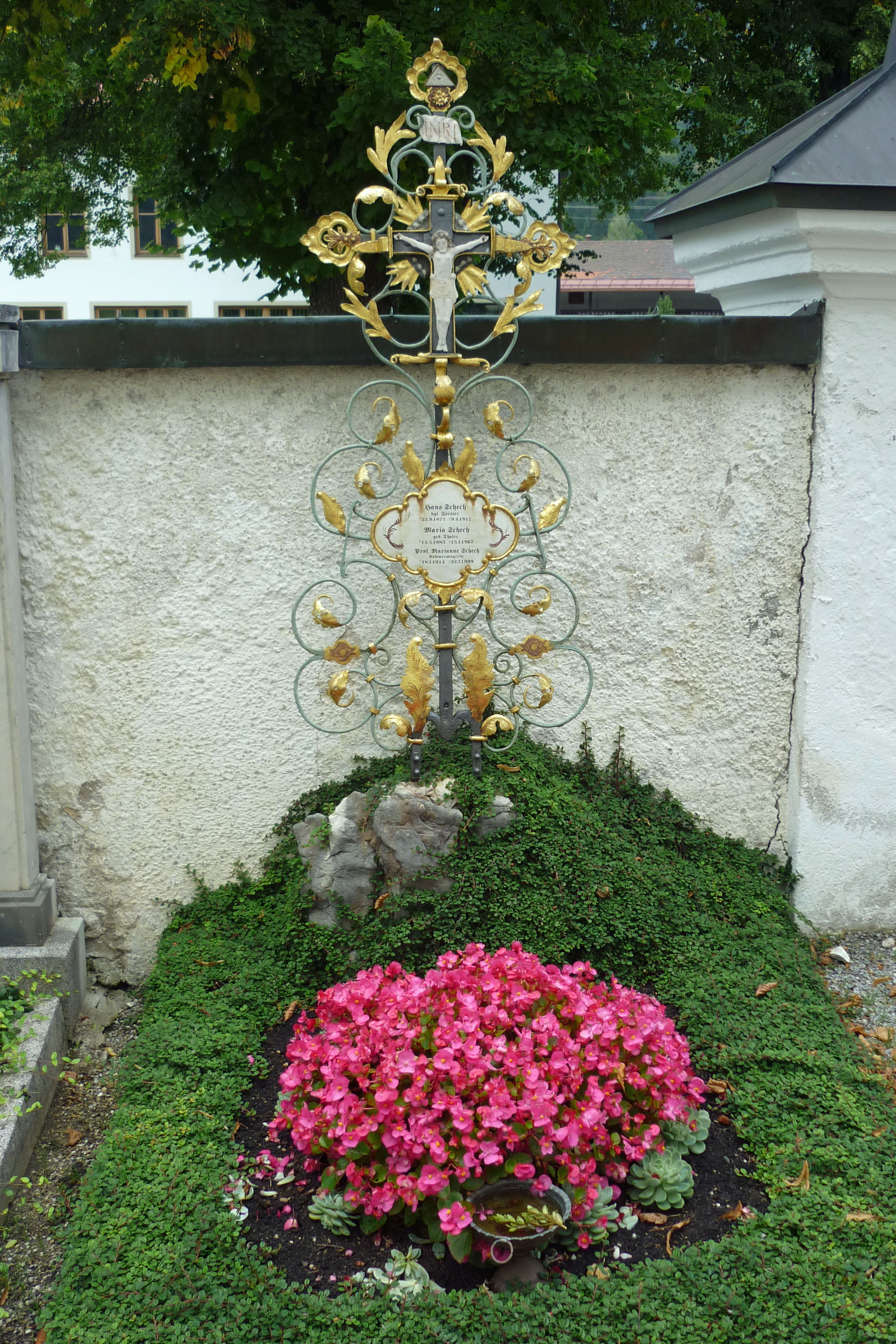
Grab der Kammersängerin auf dem Friedhof in Bayrischzell

Kammersängerin Marianne Schech studierte Gesang am Trappschen Konservatorium in München. Ihr Debüt gab sie 1937 am Theater Koblenz. Dort sang sie die Martha in der Oper Tiefland von Eugen d’Albert. Nach zwei Jahren in Koblenz wechselte die Sängerin an das Stadttheater in Münster. Von 1941 bis 1944 war sie Ensemblemitglied im Opernhaus von Düsseldorf und ging dann an die Oper von Dresden, wo sie bis 1951 blieb. Anschließend wurde sie an der Bayerischen Staatsoper in München engagiert, an der sie bis 1970 wirkte. Schnell avancierte Marianne Schech, neben Sári Barabás, Erika Köth, Rosl Schwaiger und Antonia Fahberg zu einer der führenden Sopranistinnen der Münchener Opernwelt. Besondere Beachtung fand ihre Partie in der Münchener Uraufführung (1956) der Oper Don Juan de Manara von Henri Tomasi sowie die Rolle der Marschallin in der Oper Der Rosenkavalier.
Marianne Schech sang an allen großen Opernbühnen der Welt, wie z. B. Paris, Barcelona, Lissabon, Rio de Janeiro, Brüssel, London, Hamburg, Stuttgart, Wien, San Francisco (in der amerikanischen Erstaufführung der Oper Die Frau ohne Schatten von Richard Strauss) und an der Metropolitan Opera in New York. Ihr Fach war das Hochdramatische und das Zwischenfach. Die Sängerin war auch eine bekannte Konzert- und Liedsängerin und war insbesondere als Richard-Strauss- und Richard-Wagner-Interpretin geschätzt. Außerdem hat sie zahlreiche Schallplatten aufgenommen.
In späteren Jahren betätigte sich die Künstlerin überwiegend als Gesangspädagogin. Sie war Professorin für Gesang an der Hochschule für Musik und Theater München. Zu ihren Schülern gehörten u. a. der Bassbariton Wolfgang Probst und die Sopranistinnen Monika Riedler, Birgit Ströbel-König, Erda Müller, Cornelia Lindner, Hannah Esther Minutillo, Renate Spingler, Elisabeth Artmeier-Mogl sowie die Mezzosopranistin Doris Soffel. Ihre Grabstätte befindet sich auf dem Friedhof ihrer Heimatgemeinde Bayrischzell.

## Auszeichnungen
- 1962: Bayerischer Verdienstorden
- 1983: Verdienstkreuz 1. Klasse der Bundesrepublik Deutschland

## Diskografie (Auswahl)
- A portrait of Marianne Schech (2004)
- Die Zauberflöte
- Elektra (DG, als Chrysothemis gemeinsam mit Jean Madeira (Klytämnestra), Inge Borkh (Elektra), Fritz Uhl (Aegisth) und Dietrich Fischer-Dieskau (Orest) unter Karl Böhm, Dresden, 1961, Studio)
- Der Rosenkavalier (DG, als Feldmarschallin Fürstin Werdenberg gemeinsam mit Kurt Böhme, Irmgard Seefried, Dietrich Fischer-Dieskau und Rita Streich unter Karl Böhm, Dresden, 1959, Studio)
- Die Frau ohne Schatten (MYTO, als Färberin gemeinsam mit Hans Hopf, Leonie Rysanek, Lilian Benningsen und Josef Metternich unter Leitung von Rudolf Kempe, München, 31. August 1954 live)
- Der fliegende Holländer (BRILLIANT, als Senta gemeinsam mit Dietrich Fischer-Dieskau, Gottlob Frick, Rudolf Schock und Fritz Wunderlich unter Franz Konwitschny, Berlin, 1960, Studio)
- Die Walküre
- Tannhäuser (WARNER, als Venus gemeinsam mit Hans Hopf, Eiisabeth Grümmer, Dietrich Fischer-Dieskau und Gottlob Frick unter Franz Konwitschny, Berlin, 1960, Studio)